# Ilmenau (fiume)
L'Ilmenau è un piccolo fiume della Bassa Sassonia, in Germania. Ha una lunghezza di 107 km ed è un affluente del fiume Elba. Nasce nella Landa di Luneburgo, vicino alla città di Uelzen per poi unirsi all'Elba all'altezza di Hoopte, un quartiere della città di Winsen. 

## Corso
Le città più grandi che attraversa il fiume sono Luneburgo e Uelzen mentre, malgrado il nome, la città di Ilmenau, in Turingia, non è situata presso il fiume.
È navigabile per una piccola porzione di 28 km.